# Bouzais
Bouzais is een gemeente in het Franse departement Cher (regio Centre-Val de Loire) en telt 254 inwoners (1999). De plaats maakt deel uit van het arrondissement Saint-Amand-Montrond.

## Geografie
De oppervlakte van Bouzais bedraagt 3,4 km², de bevolkingsdichtheid is 74,7 inwoners per km².
De onderstaande kaart toont de ligging van Bouzais met de belangrijkste infrastructuur en aangrenzende gemeenten.

## Demografie
Onderstaande figuur toont het verloop van het inwonertal (bron: INSEE-tellingen).